# Тролейбус тунелю Татеяма

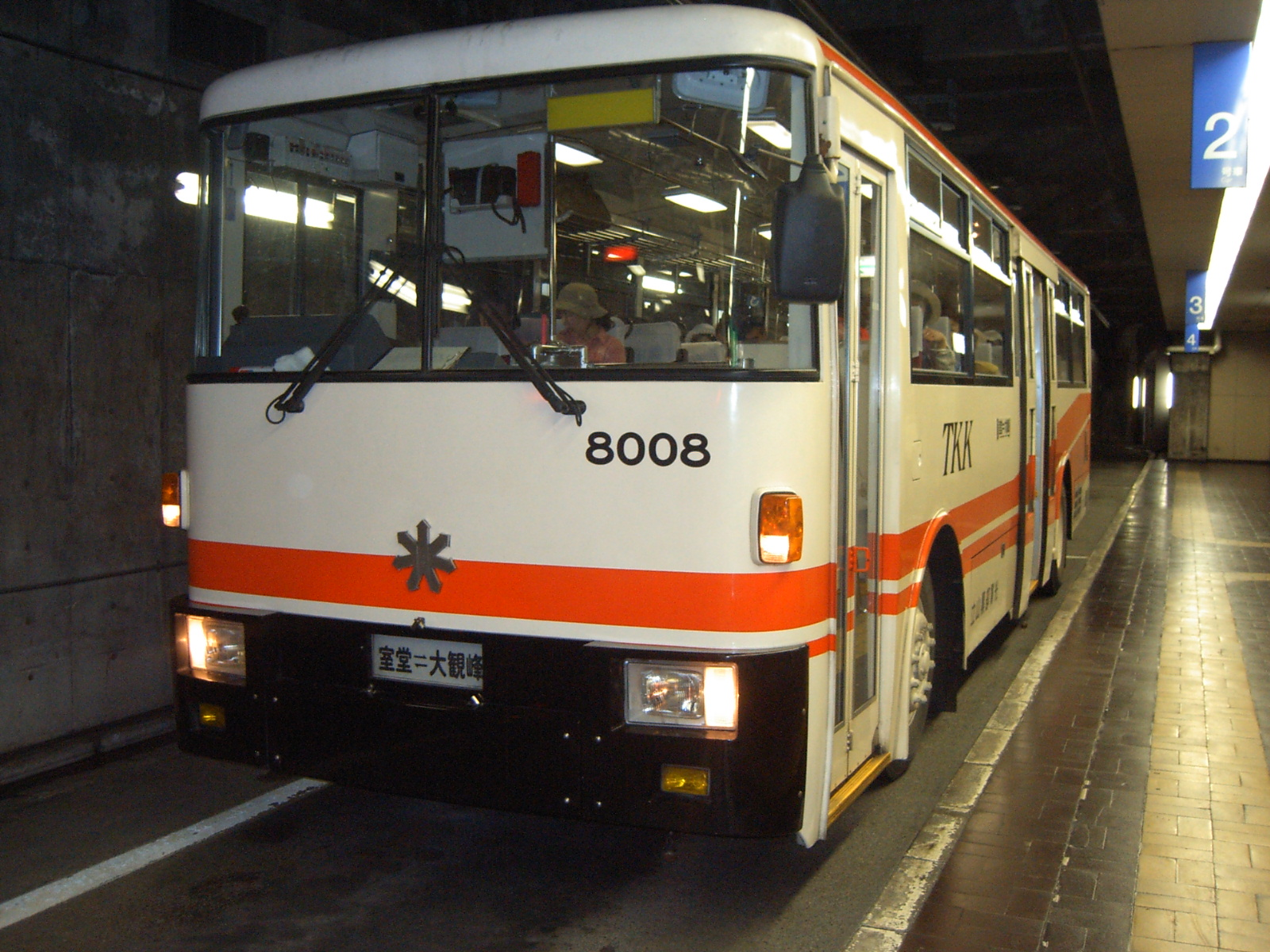
Тролейбус тунелю Татеяма

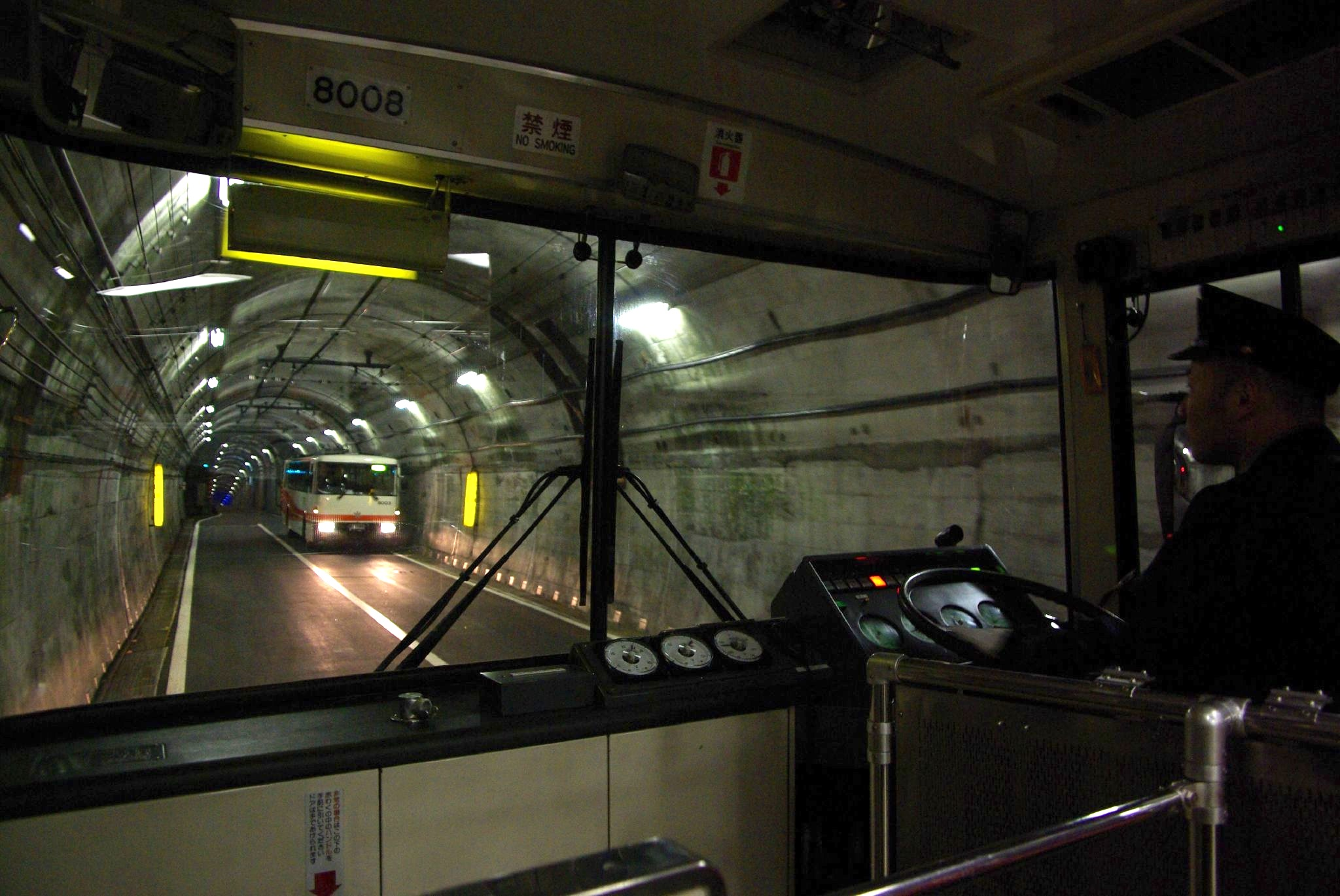
Проходження повз зустрічний тролейбус у тунелі

Тролейбус тунелю Татеяма  (яп. 立山トンネルトロリーバス Tateyama Tonneru Tororībasu), офіційна назва — Тролейбусна лінія (яп. 無軌条電車線 Mukijō Densha-sen) — тролейбусна лінія в японському місті Татеяма, префектура Тояма. Лінію обслуговує компанія Татеяма Куробе Канко (Tateyama Kurobe Kankō Company). Лінія проходить цілковито під землею (в тунелі) включно із обома кінцевими зупинками. Це одна з двох тролейбусних систем, котрі існують в Японії. Ця лінія є частиною Гірського маршруту Татеяма Куробе, до котрого входить і друга тролейбусна лінія (лінія тунелю Канден). Лінію було відкрито в квітні 1971 р. як автобусну, проте згодом переобладнано під тролейбусну. Тролейбусну лінію було відкрито 23 квітня 1996 р.

## Основні дані
- Відстань: 3,7 км[3]
- Зупинок: 3
- Тип дороги: однополосна
- Живлення: 600 В постійного струму
- Сигнальна система: Автоматична сигнальна система
- Парк: 8 тролейбусів, збудованих у 1995–96 рр. в Осака Сярьо Коґьо (на шасі Міцубісі Фусо), номери 8001–8008.